# Irina Priwałowa
Irina Anatoljewna Priwałowa z d. Siergiejewa (ros. Ирина Анатольевна Привалова; z do,u Сергеева; ur. 22 listopada 1968 w Małachowce) – rosyjska lekkoatletka, specjalizująca się w biegach sprinterskich.
Początkowo startowała w biegach płaskich, zdobywając m.in. brązowy medal olimpijski na igrzyskach w 1992 w biegu na 100 metrów oraz srebrny w sztafecie 4 × 100 metrów. Później z powodzeniem przerzuciła się na płotki, jednocześnie wydłużając dystans. Tym razem zdobyła już tytuł mistrzyni olimpijskiej na igrzyskach olimpijskich w Sydney w biegu na 400 metrów przez płotki. Na tych samych igrzyskach zdobyła jeszcze brązowy medal biegnąc w rosyjskiej sztafecie 4 × 400 metrów. Jest aktualną rekordzistką świata (w hali) w biegu na 50 metrów oraz na 60 metrów. W 1994 została wybrana Europejską Lekkoatletką Roku.

## Osiągnięcia sportowe

### Igrzyska olimpijskie
| Miejsce | Dzień       | Rok  | Miejscowość | Konkurencja                | Czas biegu  | Strata   | Zwycięzca         |
| ------- | ----------- | ---- | ----------- | -------------------------- | ----------- | -------- | ----------------- |
| 3.      | 1 sierpnia  | 1992 | Barcelona   | bieg na 100 m              | 10,84 s     | + 0,02 s | Gail Devers       |
| 4.      | 6 sierpnia  | 1992 | Barcelona   | bieg na 200 m              | 22,19 s     | + 0,38 s | Gwen Torrence     |
| 2.      | 8 sierpnia  | 1992 | Barcelona   | sztafeta 4 × 100 m         | 42,16 s     | + 0,05 s | Stany Zjednoczone |
| 14.     | 27 lipca    | 1996 | Atlanta     | bieg na 100 m              | 11,31 s     | -        | Gail Devers       |
| 4.      | 3 sierpnia  | 1996 | Atlanta     | sztafeta 4 × 100 m         | 42,27 s     | + 0,32 s | Stany Zjednoczone |
| 1.      | 27 września | 2000 | Sydney      | bieg na 400 m przez płotki | 53,02 s     | -        | -                 |
| 2.      | 30 września | 2000 | Sydney      | sztafeta 4 × 400 m         | 3:23,46 min | + 0,21 s | Jamajka           |

### Mistrzostwa świata
| Miejsce | Dzień       | Rok  | Miejscowość | Konkurencja        | Czas biegu  | Strata   | Zwycięzca         |
| ------- | ----------- | ---- | ----------- | ------------------ | ----------- | -------- | ----------------- |
| 4.      | 27 sierpnia | 1991 | Tokio       | bieg na 100 m      | 11,16 s     | + 0,17 s | Katrin Krabbe     |
| 4.      | 30 sierpnia | 1991 | Tokio       | bieg na 200 m      | 22,28 s     | + 0,22 s | Katrin Krabbe     |
| 2.      | 1 września  | 1991 | Tokio       | sztafeta 4 × 100 m | 42,20 s     | + 0,26 s | Jamajka           |
| 4.      | 16 sierpnia | 1993 | Stuttgart   | bieg na 100 m      | 10,96 s     | + 0,14 s | Gail Devers       |
| 3.      | 19 sierpnia | 1993 | Stuttgart   | bieg na 200 m      | 22,13 s     | + 0,15 s | Merlene Ottey     |
| 1.      | 22 sierpnia | 1993 | Stuttgart   | sztafeta 4 × 100 m | 41,49 s     | -        | -                 |
| 2.      | 22 sierpnia | 1993 | Stuttgart   | sztafeta 4 × 400 m | 3:18,38 min | + 1,67 s | Stany Zjednoczone |
| 3.      | 7 sierpnia  | 1995 | Göteborg    | bieg na 100 m      | 10,96 s     | + 0,10 s | Gwen Torrence     |
| 2.      | 10 sierpnia | 1995 | Göteborg    | bieg na 200 m      | 22,12 s     | + 0,00 s | Merlene Ottey     |

### Mistrzostwa Europy
| Miejsce | Dzień       | Rok  | Miejscowość | Konkurencja        | Czas biegu | Strata   | Zwycięzca       |
| ------- | ----------- | ---- | ----------- | ------------------ | ---------- | -------- | --------------- |
| 6.      | 28 sierpnia | 1990 | Split       | bieg na 100 m      | 11,40 s    | + 0,51 s | Katrin Krabbe   |
| 1.      | 8 sierpnia  | 1994 | Helsinki    | bieg na 100 m      | 11,02 s    | -        | -               |
| 1.      | 11 sierpnia | 1994 | Helsinki    | bieg na 200 m      | 22,32 s    | -        | -               |
| 2.      | 13 sierpnia | 1994 | Helsinki    | sztafeta 4 × 100 m | 42,96 s    | + 0,06 s | Niemcy          |
| 2.      | 19 sierpnia | 1999 | Budapeszt   | bieg na 100 m      | 10,83 s    | + 0,10 s | Christine Arron |
| 1.      | 21 sierpnia | 1998 | Budapeszt   | bieg na 200 m      | 22,62 s    | -        | -               |
| 3.      | 22 sierpnia | 1998 | Budapeszt   | sztafeta 4 × 100 m | 42,73 s    | + 0,14 s | Francja         |

### Halowe mistrzostwa świata
| Miejsce | Dzień    | Rok  | Miejscowość | Konkurencja   | Czas biegu | Strata   | Zwycięzca     |
| ------- | -------- | ---- | ----------- | ------------- | ---------- | -------- | ------------- |
| 1.      | 8 marca  | 1991 | Sewilla     | bieg na 60 m  | 7,02 s     | -        | -             |
| 2.      | 10 marca | 1991 | Sewilla     | bieg na 200 m | 22,41 s    | + 0,17 s | Merlene Ottey |
| 2.      | 12 marca | 1993 | Toronto     | bieg na 60 m  | 6,97 s     | + 0,02 s | Gail Devers   |
| 1.      | 14 marca | 1993 | Toronto     | bieg na 200 m | 22,15 s    | -        | -             |
| 1.      | 12 marca | 1995 | Barcelona   | bieg na 400 m | 50,24 s    | -        | -             |
| 6.      | 7 marca  | 1997 | Paryż       | bieg na 60 m  | 7,88 s     | + 0,82 s | Gail Devers   |

### Najlepszy wynik w sezonie
(Stadion)

#### 100 m
| Rok  | Wiek   | Wynik | Miejsce   | Data        | Wynik na świecie |
| ---- | ------ | ----- | --------- | ----------- | ---------------- |
| 1990 | 22 lat | 11,21 | Kijów     | 5 lipca     | 8                |
| 1991 | 23 lat | 10,98 | Oslo      | 6 lipca     | 5                |
| 1992 | 24 lat | 10,82 | Moskwa    | 22 czerwca  | 2                |
| 1993 | 25 lat | 10,94 | Bruksela  | 3 września  | 4                |
| 1994 | 26 lat | 10,77 | Lozanna   | 6 lipca     | 1                |
| 1995 | 27 lat | 10,90 | Göteborg  | 7 sierpnia  | 3                |
| 1996 | 28 lat | 11,03 | Monako    | 10 sierpnia | 10               |
| 1998 | 30 lat | 10,83 | Budapeszt | 19 sierpnia | 3                |
| 1999 | 31 lat | 11,05 | Tuła      | 29 lipca    | 16               |

#### 200 m
| Rok  | Wiek   | Wynik | Miejsce      | Data        | Wynik na świecie |
| ---- | ------ | ----- | ------------ | ----------- | ---------------- |
| 1991 | 23 lat | 22,21 | Zurych       | 7 sierpnia  | 4                |
| 1992 | 24 lat | 21,93 | Kopenhaga    | 25 sierpnia | 3                |
| 1993 | 25 lat | 21,88 | Rieti        | 5 września  | 2                |
| 1994 | 26 lat | 22,02 | Sztokholm    | 12 lipca    | 2                |
| 1995 | 27 lat | 21,87 | Monako       | 25 lipca    | 2                |
| 1996 | 28 lat | 22,27 | Zurych       | 14 sierpnia | 10               |
| 1998 | 30 lat | 22,61 | Johannesburg | 11 września | 8                |

## Rekordy życiowe
- 50 metrów (hala) (5,96 9 lutego 1995 Madryt) - Rekord Świata
- 60 metrów (hala) (6,92 11 lutego 1993 Madryt i 9 lutego 1995 Madryt) - Rekord Świata
- 100 metrów (hala) (11,31 9 lutego 1999 Tampere)
- 200 metrów (hala) (22,10 19 lutego 1995 Liévin) - drugi wynik w historii światowej lekkoatletyki
- 300 metrów (hala) (35,45 17 stycznia 1993 Moskwa) Rekord Świata
- 60 metrów przez płotki (hala) (8.16 27 stycznia 2000 Moskwa)
- w dal (hala) (6,48 23 lutego 1984 Berlin)
- trójskok (hala) (13,72 26 lutego 1989 Moskwa)
- 100 metrów (10,77 6 lipca 1994) -  10. wynik w historii światowej lekkoatletyki
- 200 metrów (21,87 25 lipca 1995 Monako) - Rekord Rosji
- 400 metrów (49,89 30 lipca 1993 Moskwa)
- 800 metrów (2:09,40 30 lipca 1993 Moskwa)
- 100 metrów przez płotki (13,56 2 marca Melbourne)
- 400 metrów przez płotki (53,02 27 września Sydney)
- skok wzwyż (1.72 1 stycznia 1982)
- skok w dal (6.45 23 czerwca 1984 Tallinn)

## Życie prywatne
Priwałowa była dwukrotnie zamężna. Jej pierwszym mężem był dziennikarz Jewgienij Siergiejew z którym ma syna Alexa. Po rozwodzie powtórnie wyszła za mąż, za Władimira Paraszczuka, który był jej osobistym trenerem. Para jest razem do dziś i ma dwie córki.